# جوناتان أوريتافيسكايا
جوناتان ماتياس أوريتافيسكايا دا لوز (بالإسبانية: Jonathan Urretaviscaya)‏ (من مواليد 19 مارس 1990)، والمعروف باسم أوريتا، هو لاعب كرة قدم أوروجواي محترف يلعب لنادي مونتيري المكسيكي كجناح أيمن.

## وصلات خارجية
- جوناتان أوريتافيسكايا على موقع الاتحاد الدولي (مؤرشف)  (الإنجليزية)
- جوناتان أوريتافيسكايا على موقع قاعدة بيانات كرة القدم.إي يو (الإنجليزية)
- جوناتان أوريتافيسكايا على موقع ليكيب (الفرنسية)
- جوناتان أوريتافيسكايا على موقع ناشيونال فوتبول تيمز (الإنجليزية)
- جوناتان أوريتافيسكايا على موقع Soccerway.com (الإنجليزية)
- جوناتان أوريتافيسكايا على موقع عالم كرة القدم.نت (الإنجليزية)
- جوناتان أوريتافيسكايا على موقع أوليمبيديا (الإنجليزية)
- جوناتان أوريتافيسكايا على موقع AS.com (الإسبانية)
- National team data نسخة محفوظة 28 أبريل 2008 على موقع واي باك مشين. (بالإسبانية)